# Paraglenurus okinawensis
Paraglenurus okinawensis är en insektsart som först beskrevs av Okamoto 1910.  Paraglenurus okinawensis ingår i släktet Paraglenurus och familjen myrlejonsländor. Inga underarter finns listade i Catalogue of Life.